# Parkwachterswoning (Soestdijk)
De Parkwachterswoning van Paleis Soestdijk is een rijksmonument bij Paleis Soestdijk aan de Amsterdamsestraatweg 11 in Baarn. 
Het bakstenen woonhuis in chaletstijl staat bij een zijingang van het park. De voorgevel is gericht naar de weg die het park invoert. Het pand heeft één bouwlaag en haaks op elkaar staande zadeldaken. Rechts van de toegangsdeur is een topgevel. Naast het ingangshek staan zware gietijzeren pijlers met een bol als bekroning.